# Anna Lisa Jermen
Anna Lisa Jermen, född 27 mars 1770 i Nådendal, död 11 mars 1799, Åbo, var en finländsk hantverkare. Hon var gift med en sjöman och tillverkade bland annat strumpor. Hon har till skillnad från andra hantverkare av samma status blivit välkänd och föremål för forskning.

## Biografi
Anna Lisa Jermen var dotter till Johan Jermen och Stina Matsintytär och gifte sig 1791 med sjömannen Henrik Ambolin (1752–1796), med vilken hon fick två barn. År 1797 gifte hon sig med sjömannen Wilhelm Sparfven.
Likt många andra sjömansmakor tvingades hon försörja sig själv under sin mans frånvaro, och hon startade tillverkning av strumpor och andra klädartiklar. Detta var i sig inte ovanligt, men att döma av kvarlåtenskapen tycks hon ha varit ovanligt framgångsrik. Vid sin död efterlämnade hon ett lager strumpor och tyger av högt värde, nog med kapital för att köpa en lägenhet i Åbo, smycken, moderna kläder och andra tillgångar som vittnade om ett framgångsrikt företag.
Anna Lisa Jermen avled likt sin första make i en lungsjukdom. 